# La Licorne 10 CV
Der La Licorne 10 CV war ein Pkw-Modell von 1919, das bis 1923 gebaut wurde. Hersteller war La Licorne in Frankreich.

## Beschreibung
Der Motor des La Licorne 10 CV war ein wassergekühlter Vierzylinder mit 1592 cm³ Hubraum (65 mm Bohrung, 120 mm Hub). Der Motor wurde von Ballot zugeliefert. Der Vergaser stammte von Solex. Wie die meisten Fahrzeuge aus dieser Zeit hatte der 10 CV einen Kastenrahmen, auf den die Karosserie aufgesetzt war, vorn und hinten eine Starrachse, Längsblattfedern, Frontmotor, Kardanwelle und Hinterradantrieb. Das Getriebe hatte drei Gänge und war sequenziell zu schalten, das heißt mit einer Schaltstange für alle drei Gänge (man konnte also nicht direkt vom dritten in den ersten Gang schalten). Die Bremsen wirkten nur auf die Hinterachse.
Bekannt sind Aufbauten als Coupé, Torpedo, Limousine. Neben den drei Pkw-Varianten konnte das gleiche Fahrgestell mit Kastenaufbau für 400 kg Zuladung als leichter Transporter geliefert werden.